# Loren D. Estleman
Loren D. Estleman, né le 15 septembre 1952 à Ann Arbor dans le Michigan, est un écrivain américain de roman policier et de western.

## Biographie
En 1974, Estleman est diplômé de l’université de l'Est du Michigan avec un baccalauréat en anglais et en journalisme. En 2002, l’université de l'Est du Michigan lui décerne un doctorat honorifique en lettres humaines. Il se marie en 1993 avec l’écrivaine Deborah Morgan.
De 1973 à 1980, il est reporter et rédacteur dans plusieurs journaux de Ypsilanti, Pickney, Ann Arbor, Dexter où il s’occupe de la chronique judiciaire.
En 1976, Il publie son roman The Oklahoma Punk inspiré par la vie de Wilbur Underhill, un pilleur de banques pendant la Grande Dépression. En 1978 et 1979, il publie deux pastiches des aventures de Sherlock Holmes, Sherlock Holmes vs. Dracula et Dr Jekyll and Mr. Holmes.
À la même époque, il écrit également des westerns comme The Hider en 1978. 
Il est surtout connu pour sa série de romans avec le détective privé de Détroit, Amos Walker. Vingt-deux romans qui sont autant de prétextes pour faire découvrir un aspect de la ville.
En 1984, Kill Zone commence une trilogie consacrée à Peter MacKlin, un tueur professionnel marié à une alcoolique et père d’un enfant drogué.
Dans Peeper, en 1989, il crée le détective privé Ralph Poteet. Dans ce roman, Estleman se pastiche lui-même.
Autre série, à partir de 1980, où avec Whiskey River, il commence une chronique sur l’histoire du crime dans la ville de Détroit.
À partir de 1998, il écrit une nouvelle série tout d’abord dans des nouvelles puis à la demande son éditeur dans des romans. Le héros est Valentino, un détective amateur.
Écrivain prolifique, Estleman a reçu plusieurs prix littéraires.

## Œuvre

### Littérature policière

#### Série Amos Walker

##### Romans
1. Motor City Blue, 1980
  - La Pupille de la Mafia, Série noire no 1829, 1981
2. Angel Eyes, 1981
  - Les anges ont ces yeux-là, Série noire no 1888, 1982
3. The Midnight Man, 1982
  - Tout dans le coffre, no 1906, 1983
4. The Glass Highway, 1983
  - Dope à Détroit, no 1979, 1984
5. Sugartown, 1984
  - La Cave aux icônes, no 2043, 1986
6. Every Brillant Eye, 1985
7. Lady Yesterday, 1987
  - Lady Yesterday, Polar USA no 12, 1989
8. Downriver, 1988
  - Tous des tricheurs, Série noire no 2148, 1988
9. Silent Thunder, 1989
  - On s’éclate !, Série noire no 2214, 1989
10. Sweet Women Lie, 1990
  - La menteuse est sans pitié, Série noire no 2256, 1991
11. Never Street, 1997
12. The Witchfinder, 1998
13. The Hours of the Virgin, 1999
14. A Smile on the Face of the Tiger, 2000
15. Sinister Heights, 2002
16. Poison Blonde, 2003
17. Retro, 2004
18. Nicotine Kiss, 2006
19. American Detective, 2007
20. The Left-Handed Dollar, 2010
21. Infernal Angels, 2011
22. Burning Midnight, 2012
23. Don’t Look for Me (2014)
24. You Know Who Killed Me (2014)
25. The Sundown Speech (2015)
26. The Lioness Is the Hunter (2017)
27. Black and White Ball (2018)
28. When Old Midnight Comes Along (2019)
29. Cutthroat Dogs (2022)
30. Monkey in the Middle (2022)
31. City Walls (2023)
32. Smoke on the Water (2025)

##### Nouvelles
- Dead Soldier, 1982
  - Le Dernier Cadavre, dans Mystères 86, Le Livre de poche no 6166, 1986
- Eight Mile and Dequindre, 1985
  - À l’angle d'Eight Mile et de Dequindre, dans Mystères 89, Le Livre de poche no 6561, 1989
- Major Crimes, 1986
  - Grand banditisme, dans Le Mort ambulant, Le Livre de poche no 1006, 1993
- Gogs, 1987
  - Peine de substitution, dans Histoires de trouble émoi, Le Livre de poche no 4369, 1992
- The Crooked Way, 1992
  - Boulevard de l’arnaque, dans Mystères 91, Masque grand format, 1991
- Amos Walker: The Complete Story collection, Tyrus Books, 2010

##### Recueil de nouvelles
- General Murders, 1988 (recueil de dix nouvelles)
  - Histoires chaudes, Série noire no 2197, 1989

#### Série Peter Macklin
- Kill Zone, 1984
  - Le Pro, collection Danger haute tension, Presses de la cité, 1985, réédition Pocket no 3703, 1991
- Roses Are Dead, 1985
  - Toutes les roses sont mortelles, Série noire no 2069, 1986
- Any Man’s Death, 1986
  - Faites vos jeux !, Série noire no 2096, 1987
- Something Borrowed, Something Black, 2002 (nouvelle)
  - Pour le meilleur et pour le pire, dans La nuit s’éveille, Albin Michel, 2000
- Little Black Dress, 2005

#### Série Détroit
- Whiskey River, 1990
- Motown, 1991
- King of the Corner, 1992
- Edsel, 1995
- Jitterbug, 1998
- Stress, 1999
- Thunder City, 1999

#### Série Valentino

##### Nouvelles
- Dark Lady Down, mars 1998
- The Frankenstein Footage, juillet 1998
- Director's Cut, décembre 1998
- The Man in the White Hat, mai 1999
- Picture Palace, juillet 2000
- The Day Hollywood Stood Still, mars 2001
- Greed, mai 2002
- Bombshell, août 2003
- Shooting Big Ed, mai 2005
- Garbo Writes, février 2007
- The Profane Angel, septembre – octobre 2007
- Wild Walls, décembre 2007
- Preminger's Gold, juillet 2009
- The List, mai 2010

Toutes ces nouvelles sont parues aux États-Unis dans Ellery Queen's Mystery Magazine et dans un recueil Valentino : Film Detective en 2011

##### Romans
- Frames, 2008
- Alone, 2009
- Alive !, 2013
- Shoot, 2016
- Brazen 2016
- Indigo 2020
- Vamp 2023

#### Pastiches de Sherlock Holmes
- Sherlock Holmes vs. Dracula, 1978
- Dr. Jekyll and Mr. Holmes, 1979
- Dr. and Mrs. Watson at Home, 1984
  - Le Docteur et madame Watson chez eux, dans Le Nouveau Musée de l’Holmes, NéO, 1989
- The Perils of Sherlock Holmes, 2012

#### Autres

##### Romans
- The Oklahoma Punk, 1976
- Red Highway, 1976
- Peeper, 1989
  - La Soutane en plomb, Série noire no 2229, 1990
- The Confessions of Al Capone, 2012
- The Eagle and the Viper (2021)
- Paperback Jack  (2022)

##### Nouvelles
- The Tree of Execution Hill, 1972
  - L’Arbre de justice, Alfred Hitchcock magazine no 17, mai 1990
- Greektown, 1983
  - Greektown, dans Histoires avec vue sur la mort
- Diminished Capacity, 1985
  - Troubles mentaux, Alfred Hitchcock magazine no 5, janvier 1989
- Le Piège le plus dangereux ou : la répétition comme procédé littéraire dans les histoires de détectives privés, dans Mystères 86, Le Livre de poche no 6166, 1986
- A Web of Book, 1983
  - À livre ouvert, Alfred Hitchcock magazine no 28, mai 1991
  - Gun Music, 1988
  - Musique de flingue, dans Le Retour de Philip Marlowe, Presses de la cité, 1990
- The Man Who Loved Noir, 1991
  - L’Homme qui aimait le noir, dans Histoires délicieusement délictueuses, Le Livre de poche no 9500, 1993

##### Recueil de nouvelles
- People Who Kill, 1993
- Attitude and Other Stories of Suspense, 2012

### Littérature de western

#### Série Page Murdock
- The High Rocks, 1979
- Stamping Ground, 1980
- Murdock’s Law, 1982
- The Stranglers, 1984
- City of Widows, 1994
- White Desert, 2000
- Port Hazard, 2004
- The Book of Murdock, 2010
- Cape Hell 2016
- Wild Justice (2018)

#### Autres western
- The Hider, 1978
- Aces & Eights, 1981
- The Wolfer, 1981
- Mister St. John, 1983
- This Old Bill, 1984
- Gun Man, 1985
- The Best Western Stories of Loren D. Estleman, 1986, (recueil de nouvelles)
- Bloody Season, 1988
- Sudden Country, 1991
- Billy Gashade : An American Epic, 1997
- Journey of the Dead, 1998
- The Rocky Mountain Moving Picture Association, 1999
- The Master Executioner, 2001
- Black Powder, White Smoke, 2002
- The Undertaker’s Wife, 2005
- The Adventures of Johnny Vermillion, 2006
- The Branch and the Scaffold
- Roy & Lillie, 2010

### Essais
- The Wister Trace, 1987
- Writing the Popular Novel, 2004, Avant-propos de John Lescroart

## Prix et récompenses
- Un Elmer Kelton Award pour sa contribution à la littérature western en 2008
- Trois Five Spur Awards pour les romans The Undertaker's Wife, Journey of the Dead, Aces and Eights et deux pour les nouvelles The Bandit' et The Alchemist
- Deux Western Heritage Awards pour les romans Journey of the Dead, The Master Executioner et un pour la nouvelle Iron Dollar
- Deux Stirrup Awards pour ses essais The Wister Trace et The Wister Trace Retraced
- Un prix Shamus pour son roman Sugartown et trois pour ses nouvelles Eight Mile and Dequindre, Lady on Ice et The Crooked Way
- Deux American Mystery Awards pour ses romans Downriver et Whiskey River
- Un Outstanding Writer Award en 1985
- Prix Barry 2011 de la meilleure nouvelle pour The List[1]

## Sources
- Claude Mesplède (dir.), Dictionnaire des littératures policières, vol. 1 : A - I, Nantes, Joseph K, coll. « Temps noir », 2007, 1054 p. (ISBN 978-2-910686-44-4, OCLC 315873251), p. 683-684 (Estleman).
- Claude Mesplède (dir.), Dictionnaire des littératures policières, vol. 2 : J - Z, Nantes, Joseph K, coll. « Temps noir », 2007, 1086 p. (ISBN 978-2-910686-45-1, OCLC 315873361), p. 268-269 (Peter MacKlin) et p. 984 (Amos Walker).
- Claude Mesplède, Les années "Série noire" bibliographie critique d'une collection policière, t. 4 : 1972-1982, Amiens, Encrage, coll. « Travaux » (no 25), 1995, 318 p. (ISBN 978-2-906389-63-2).
- Claude Mesplède, Les années "Série noire" bibliographie critique d'une collection policière, vol. 5 : 1982-1995, Amiens, Encrage, coll. « Travaux » (no 36), 2000.